# Раммельсберг, Карл Фридрих Август
Карл (Фридрих Август) Раммельсберг (нем. Carl (Friedrich August) Rammelsberg; 1 апреля 1813, Берлин — 28 декабря 1899, Гросс-Лихтерфельде, Пруссия) — немецкий химик-неорганик.

## Биография
Сначала Раммельсберг посвятил себя фармации, изучая естественные науки с 1833 по 1837 год, а именно химию и минералогию в университете Фридриха Вильгельма в Берлине. Получив докторскую степень, он получил ученую степень в Берлине в 1840 году. В 1846 году он стал профессором в университете. В 1850 году он преподавал химию и минералогию в Королевском промышленном институте в качестве преемника Адольфа Байера, а также читал лекции в Горной академии в Берлине.
В 1874 году он получил второе полное звание профессора (неорганическая химия) в Университете Фридриха-Вильгельма, а в 1881-1882 годах он спланировал новое строительство II Химического института на Бунзенштрассе. До 1891 года был председателем. Его преемником стал Ганс Генрих Ландольт.
В 1855 году Раммельсберг стал членом Прусской академии наук в Берлине, а в 1859 году — членом-корреспондентом Баварской академии наук. В 1862 году он был избран в Леопольдину, в 1870 году в Геттингенскую академию наук, в 1872 году в Американскую академию искусств и наук и в 1893 году в Национальную академию наук.
В 1867 году он был одним из основателей Немецкого химического общества в Берлине и был избран председателем в 1870, 1872 и 1874 годах.
Раммельсберг был женат с 1859 года на Матильде Эренберг, дочери зоолога Кристиана Готфрида Эренберга.

## Научная деятельность
Раммельсберг считается авторитетом в области минералогической химии, а также имеет заслуги в области анализа. Он впервые проанализировал несколько минералов, в том числе авгит, франклинит и тефроит. Что касается других, таких как магнезиоферрит и тахигидрит, он считается первым, кто описал их.
Его обширная минералогическая коллекция была передана в Университет имени Гумбольдта в Берлине в 1879 году. В 2009 году многие коллекции, включая минералы, были переданы недавно основанному Музею природы (Берлин).

## Публикации
- Handwörterbuch des chemischen Teils der Mineralogie (Berl. 1841, 5 Supplemente 1843–53), welches später als "Handbuch der Mineralchemie" (Leipz. 1860, 2. Aufl., das. 1875, Ergänzungsheft 1886) erschien (Словарь химической части минералогии (Берл. 1841, 5 доп. 1843-53) вышедшая впоследствии как "Справочник по химии минералов" (Лейпц. 1860, 2-е изд., т. 1875, доп. 1886)).;
- Lehrbuch der Stöchiometrie und der allgemeinen theoretischen Chemie (Berl. 1842) (Учебник стехиометрии и общей теоретической химии (Берл. 1842 г.));
- Lehrbuch der chemischen Metallurgie (das. 1850, 2. Aufl., das. 1865) (Учебник химической металлургии (дат. 1850 г., 2-е изд., дат. 1865 г.));
- Lehrbuch der Krystallkunde oder Anfangsgründe der Krystallographie, Krystallophysik und Krystallochemie. Ein Leitfaden beim Studium der Chemie und Mineralogie (das. 1852) (Учебник кристалловедения или начала кристаллографии, кристаллофизики и кристаллохимии. Руководство по изучению химии и минералогии (т. 1852 г.));
- Handbuch der kristallographischen Chemie (das. 1855) (Справочник по кристаллографической химии (т. 1855 г.));
- Handbuch der kristallographisch-physikalischen Chemie (Leipz. 1881–82, 2 Bde.) (Справочник по кристаллографо-физической химии (Лейпц. 1881-82, 2 тт.));
- 'Grundriß der Chemie (5. Aufl., Berl. 1881) (Очерк химии (5-е изд., Берл. 1881 г.));
- Anfangsgründe der quantitativen mineralogischen und metallurgisch-analytischen Chemie (das. 1845) (Начала количественной минералогической и металлургически-аналитической химии (т. 1845 г.));
- Leitfaden für die qualitative (7. Aufl., das. 1885) und die quantitative chemische Analyse (4. Aufl., das. 1886) (Руководство по качественному (7-е изд., 1885 г.) и количественному химическому анализу (4-е изд., 1886 г.));
- Elemente der Kristallographie (das. 1883) (Элементы кристаллографии (т. 1883 г.));
- Chemische Abhandlungen 1838-1888 (das. 1888) u. a. Vgl. "Karl Friedrich R.", Festschrift (Berl. 1887) (Химические трактаты 1838-1888 (т. 1888) и др. См. "Karl Friedrich R.", Festschrift (Berl. 1887));

## Вклад в Анналы физики
- О поведении циана к кадмию и вообще о некоторых двойных цианурах; К. Раммельсберг;
- XII. Минералого-химические заметки о стильпномелане, сульфате глинозема и сульфате железа; К. Раммельсберг;
- О веществах, которые были обозначены названиями соль для волос и федеральный аун; К. Раммельсберг;
- О химическом составе датолита и ботриолита; К. Раммельсберг;
- О новом основном сернистом глиноземе; К. Раммельсберг;
- О соединениях йодированного цинка с щелочными йодидами; К. Раммельсберг;
- О составе бертьерита из Браунсдорфа близ Фрайберга; К. Раммельсберг;
- О простых и двойных цианистых металлах; К. Раммельсберг;
- О буланжерите; К. Раммельсберг;
- О шабазите и гмелините; К. Раммельсберг
- О составе афтеркристаллов авгита; К. Раммельсберг
- О составе афтеркристаллов авгита; К. Раммельсберг
- О химическом составе борацита, а также соединений борной кислоты с тальком вообще; К. Раммельсберг

## Награды
Его именем назван минерал раммельсбергит.